# Ceropegia umbraticola
Ceropegia umbraticola är en oleanderväxtart som beskrevs av Karl Moritz Schumann. Ceropegia umbraticola ingår i släktet Ceropegia och familjen oleanderväxter. Inga underarter finns listade i Catalogue of Life.